# Övörhangaj
Övörhangaj is een van de eenentwintig ajmguud (bestuurlijke regio's) in Mongolië. De hoofdstad van deze centraal gelegen ajmag is Arvajheer.
De ajmag telt 117.112 inwoners (2018) op een oppervlakte van 62.900 km². De hoofdstad telt circa 26.000 inwoners, andere grote plaatsen zijn Charchorin met 13.000 inwoners en Ujanga met 9.500 inwoners.

## Bezienswaardigheden
De ajmag is een van de meest door toeristen bezochte gebieden van Mongolië in verband met de aanwezigheid van enkele bezienswaardigheden.
Het Sjankh klooster, een van de oudste en belangrijkste, ligt in deze provincie, evenals het Erdene Zuuklooster en het Tövhön klooster. In de rivier Orhon is een waterval.

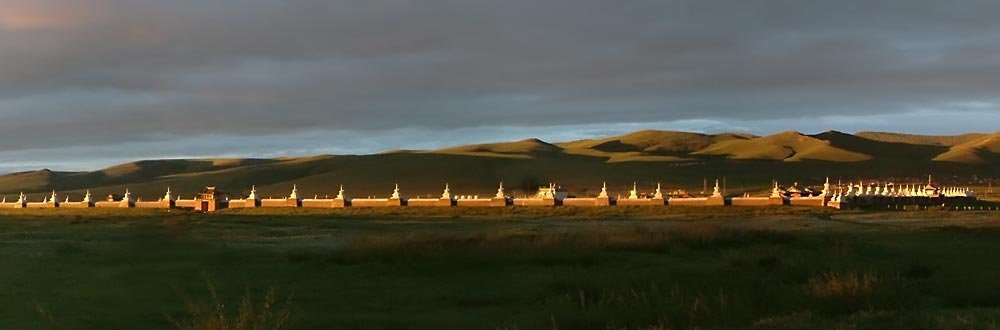
Erdene Zuu klooster

## Transport
Ongeveer 1 km ten zuiden van de stad Arvajheer ligt het vliegveld, met een onverharde baan van 1,5 km lengte. Er is een vliegverbinding met de hoofdstad Ulaanbaatar en met de stad Altaj, ook in Mongolië. Ook is de hoofdstad per auto en dagelijks per lijnbus bereikbaar over een geasfalteerde weg.

## Afbeeldingen

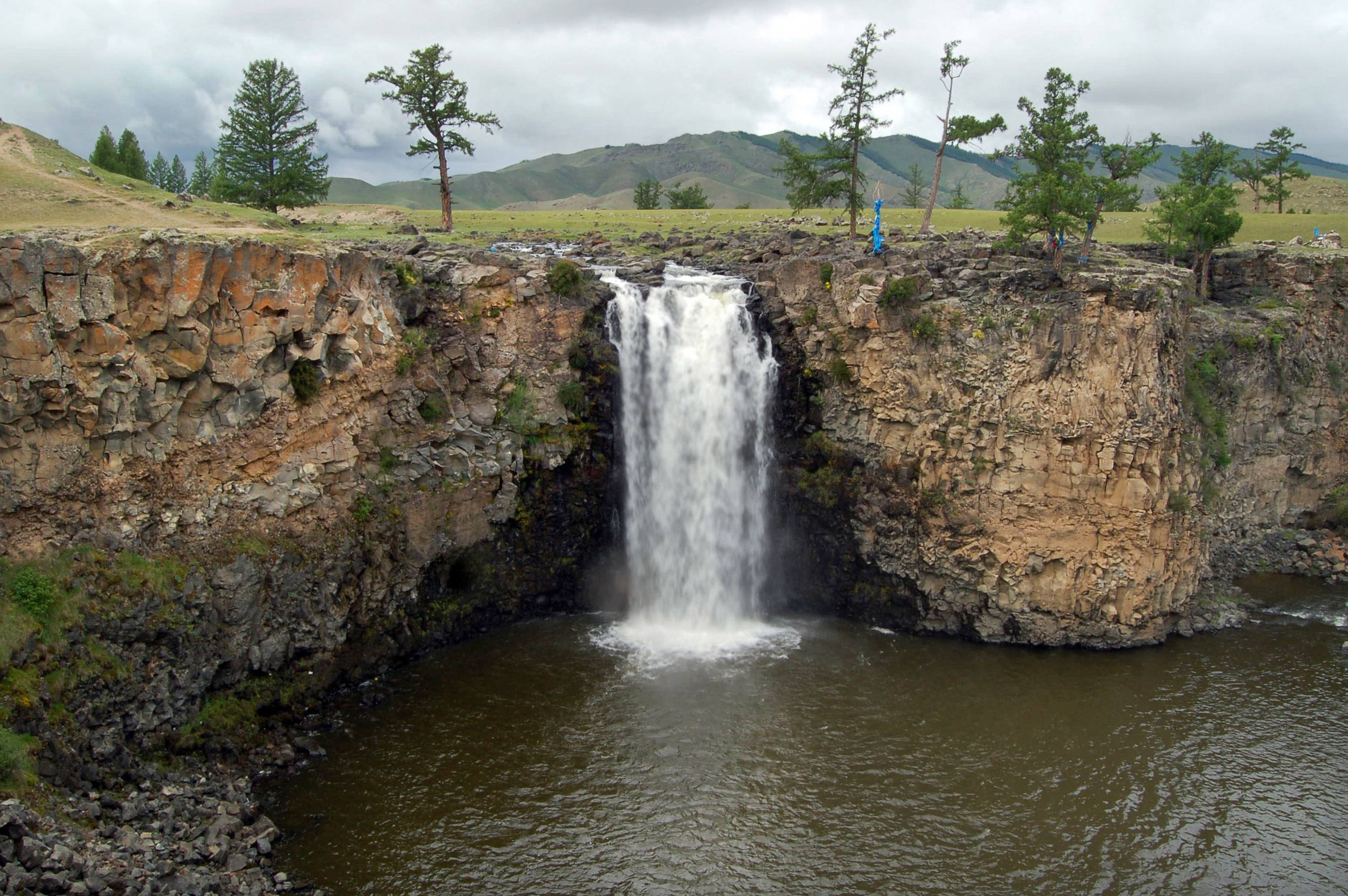
Waterval, Orhon rivier
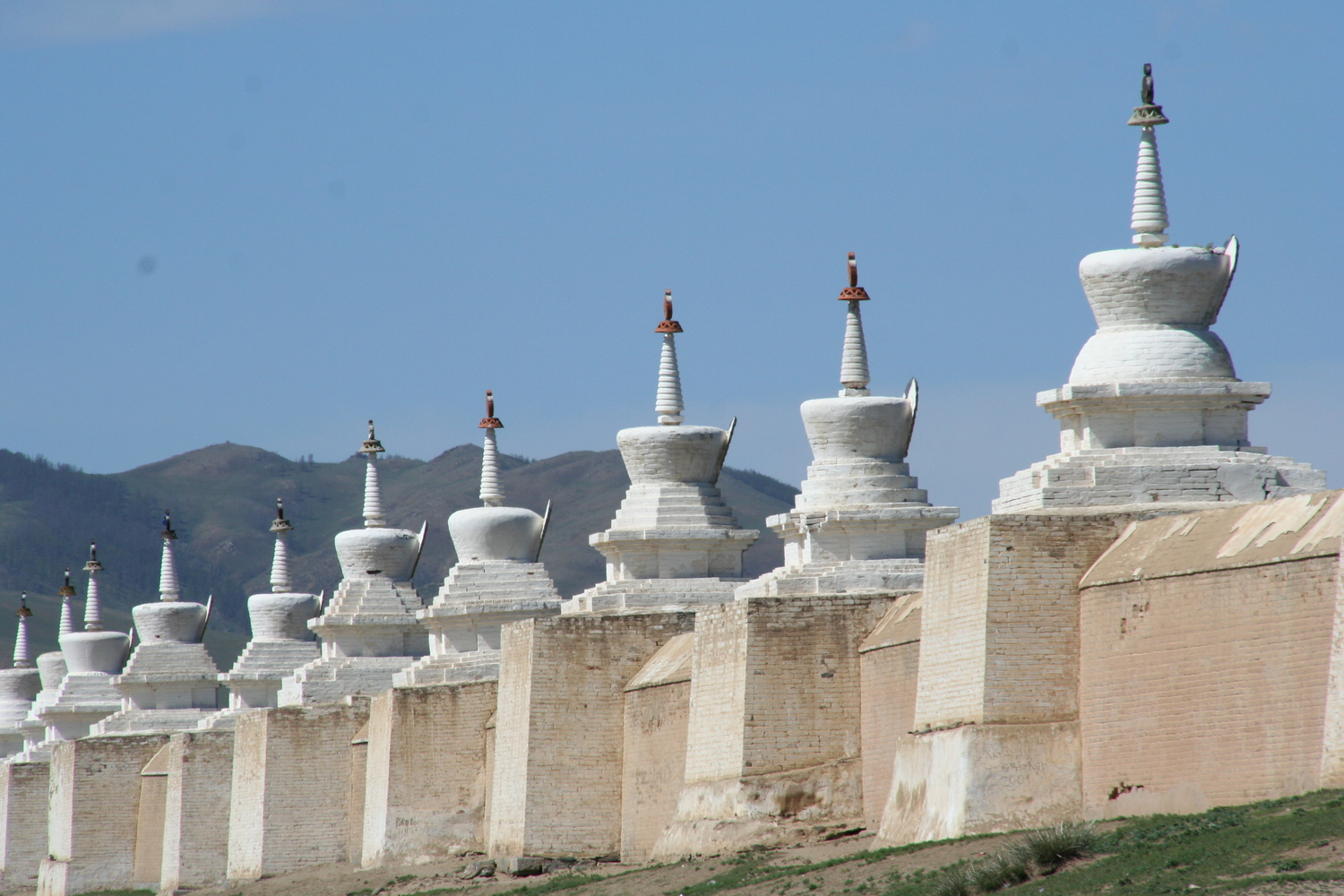
Stoepa's in muur van het Erdene Zuu-klooster
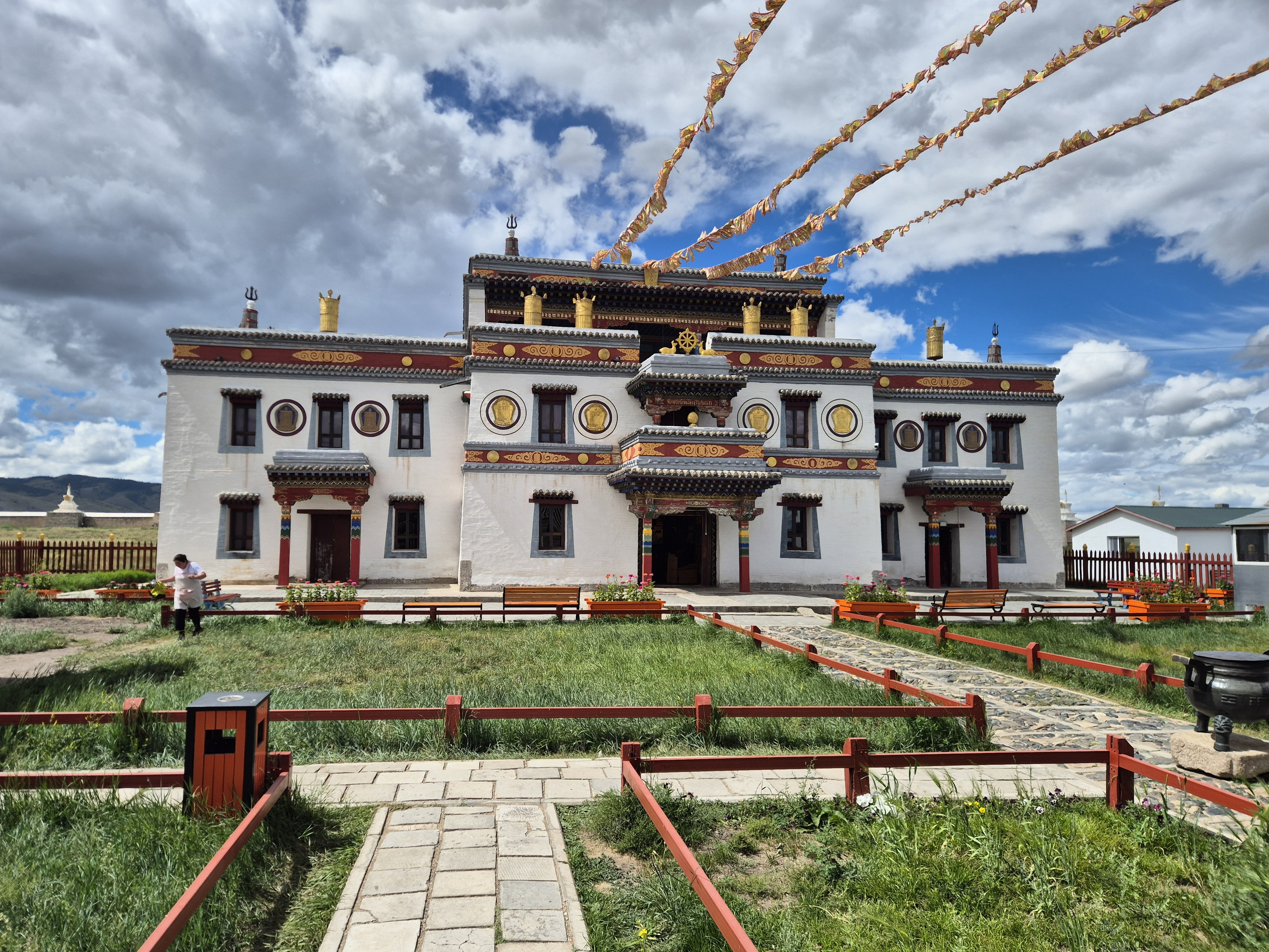
Tempel in het Erdene Zuu-complex
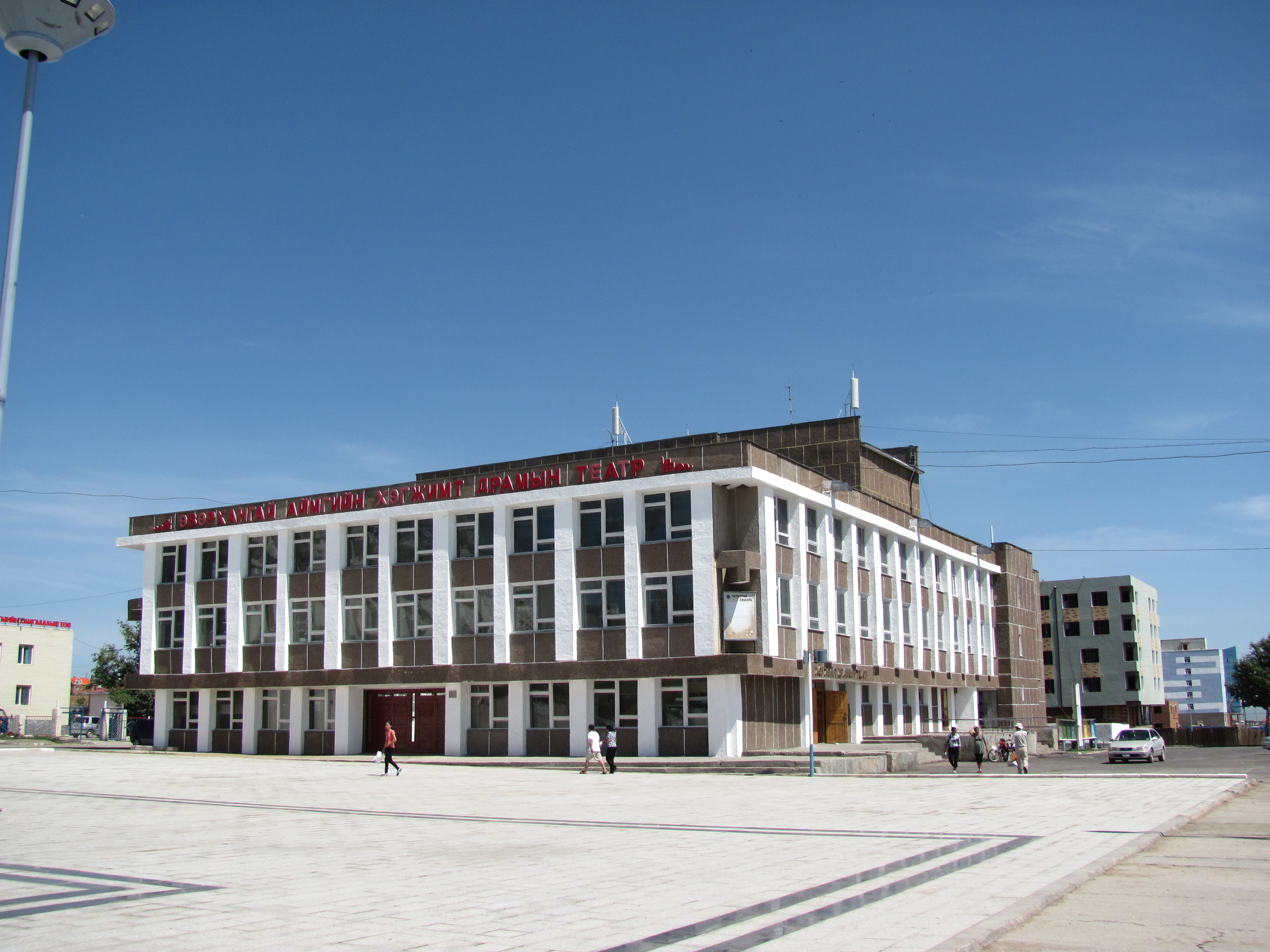
Theater
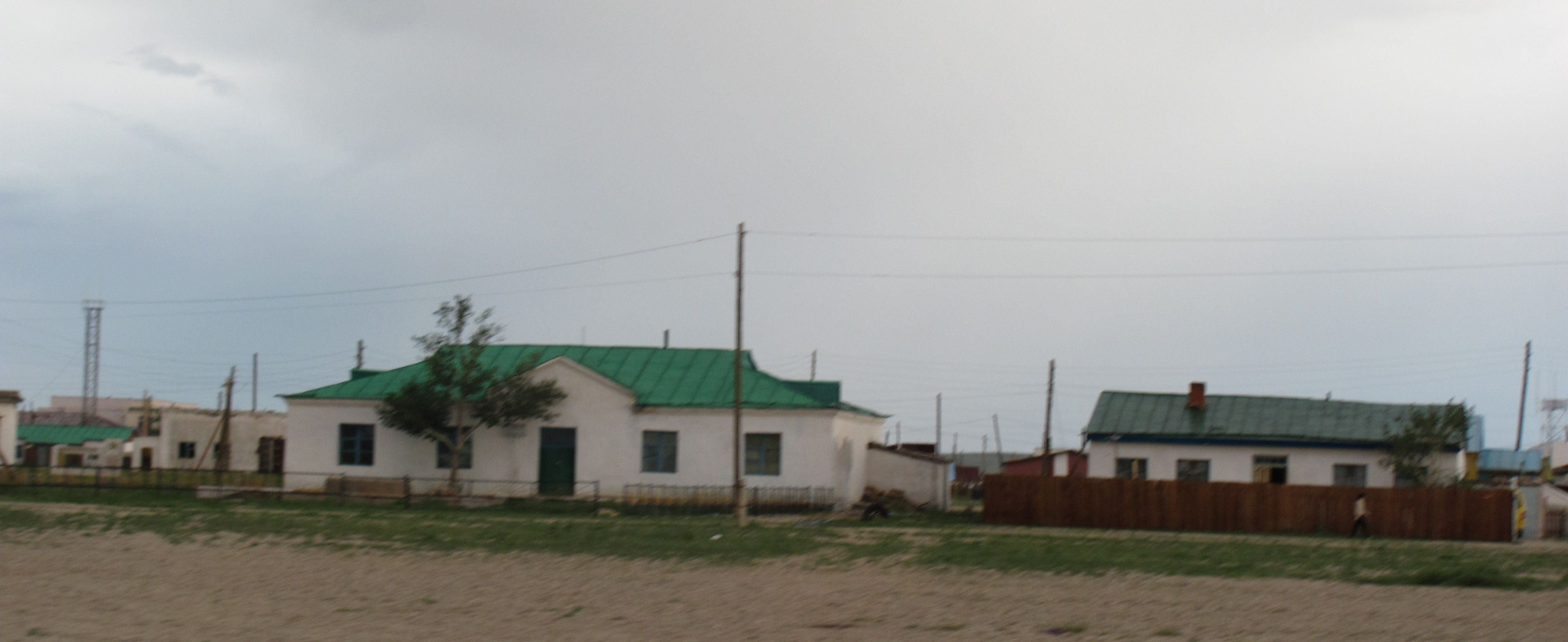
Woningen in het dorp Goetsjin-Oes
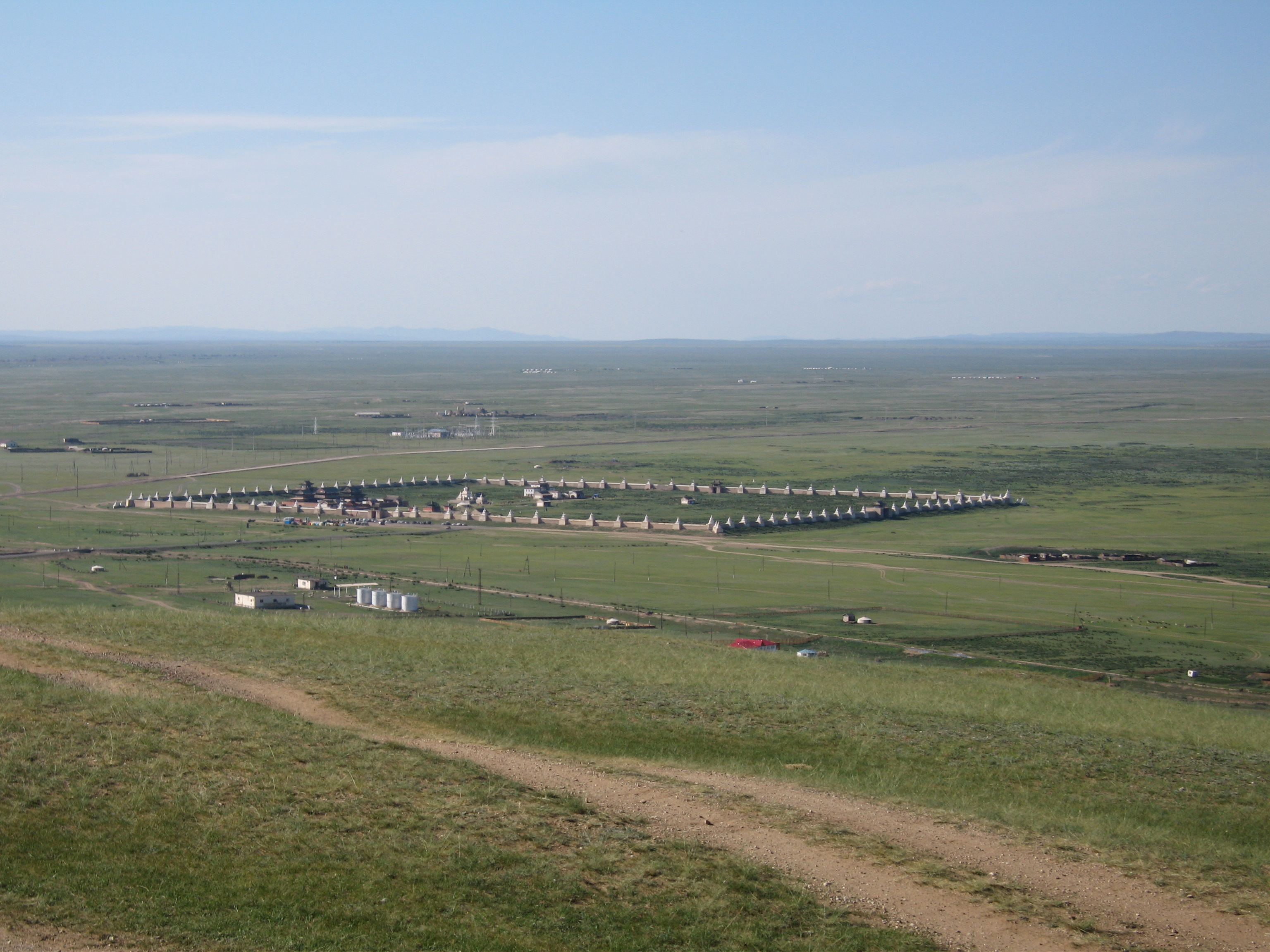
Omgeving Erdene Zuu